# Ивашин, Василий Владимирович
Васи́лий Влади́мирович Ива́шин (9 мая 1913, д. Ляховичи, Койдановская волость, Минский уезд, Минская губерния, Российская империя — 6 ноября 2009) — советский литературовед, педагог. Академик АПН СССР (1967), доктор филологических наук (1965), профессор (1973). Иностранный член Российской академии образования (1999). Участник Великой Отечественной войны.

## Биография
Окончил Минский педагогический институт в 1938 году. В 1938—1941 гг. преподаватель Витебского педагогического училища. С 1946 г. в Институте литературы АН Беларуси, в 1967—1978 гг. директор НИИ педагогики Министерства образования Беларуси. Научные труды по вопросам теории и истории белорусской литературы, литературных связей, методологии и методики преподавания литературы в школе.

## Награды
- орден Трудового Красного Знамени (1976),
- орден Отечественной войны 2 степени (1985),
- медали.

## Произведения
- Янка Купала — великий народный поэт. Минск. 1952.
- Янка Купала. Творчество периода революции 1905—1907 гг. Минск. 1953.
- Революция 1905—1907 гг. и развитие белорусской литературы. Минск. 1955.
- М. Горький и белорусская литература начала XX века. Минск. 1956.
- У истоков социалистического реализма. Минск. 1963
- До высот реализма. Основные тенденции развития белорусской дакастрычніцкай и советской литературы. Минск. 1983.
- Выверенное жизнью. Творческая индивидуальность писателя — народность и партийность литературы. Минск. 1988.